# Lothar Faymonville
Lothar Faymonville (27 juni 1999) is een Belgisch Duitstalig politicus voor de SP.

## Biografie
Lothar Faymonville studeerde van 2018 tot 2019 germanistiek en politieke wetenschappen aan de Universiteit van Trier en werkte daarna van 2019 tot 2023 als communicatieverantwoordelijke en social media manager voor de SP-fractie in het Parlement van de Duitstalige Gemeenschap. Hij combineerde dit van 2020 tot 2023 met een studie media en communicatie voor digitale business aan de hogeschool FH Aachen, waarna hij aan de slag als mediaproducent en social media manager bij het agentschap Shift Digital.
Faymonville engageerde zich in de lokale jeugdvereniging van Büllingen en sloot zich in 2018 aan bij de Sozialistische Partei, de Duitstalige werking van de PS, waarvan hij later ondervoorzitter werd.
In december 2023 legde Faymonville op 24-jarige leeftijd de eed af in het Parlement van de Duitstalige Gemeenschap. Hij volgde er Karl-Heinz Lambertz op, die zich na een lange politieke carrière had teruggetrokken uit de politiek. Het werd slechts een kort mandaat, want bij de Duitstalige Gemeenschapsverkiezingen van juni 2024 raakte hij niet herkozen.